# Pedro Infante
Pedro Infante (ur. 18 listopada 1917, zm. 15 kwietnia 1957) – meksykański aktor i piosenkarz.
Infante urodził się w Mazatlán w stanie Sinaloa i wychował w pobliskim Guamúchil. Zmarł 15 kwietnia 1957 r. w Mérida na Jukatanie w drodze do Meksyku, gdy jego samolot rozbił się z powodu awarii silnika.
Od 1939 roku do śmierci Infante zagrał w ponad 60 filmach (w tym 30 ze swoim bratem Ángelem) i nagrał ponad 350 piosenek. Za występ w filmie Tizoc otrzymał pośmiertnie Srebrnego Niedźwiedzia dla najlepszego aktora na 7. Międzynarodowym Festiwalu Filmowym w Berlinie.

## Filmografia
- 1939: El Organillero
- En Un Burro Tres Baturros jako Extra
- 1940: Puedes Irte De Mi
- 1942: La Feria De Las Flores
- Jesusita En Chihuahua
- 1943: La Razón De La Culpa jako Roberto
- Arriba Las Mujeres
- Cuando Habla El Corazón
- El Ametralladora
- Viva Mi Desgracia!
- Mexicanos Al Grito De Guerra
- 1944: Escandalo De Estrellas
- 1945: Cuando Lloran Los Valientes
- 1946: Si Me Han De Matar Mañana
- Los Tres García
- Vuelven Los García
- 1947: Soy Charro De Rancho Grande
- Nosotros Los Pobres
- La Barca De Oro
- Cartas Marcadas
- 1948: Ustedes Los Ricos
- Dicen Que Soy Mujeriego
- Los Tres Huastecos
- Angelitos Negros
- 1949: La Oveja negra jako Silvano
- No Desearás La Mujer De Tu Hijo
- La Mujer Que Yo Perdí
- El Seminarista
- 1950: Sobre Las Olas
- El Gavilan Pollero
- Las Mujeres De Mi General
- También De Dolor Se Canta
- Islas Marías
- 1951: A:T:M: A Toda Máquina
- Que Te Ha Dado Esa Mujer?
- Ahí Viene Martín Corona
- El Enamorado
- Necesito Dinero
- 1952: Un Rincón Cerca Del Cielo
- Ahora Soy Rico
- Dos Tipos De Cuidado
- Por Ellas Aunque Mal Paguen
- Ansiedad
- Sí, Mi Vida
- Pepe El Toro
- Los Hijos De María Morales
- 1953: Habia una vez un marido
- Gitana Tenías Que Ser
- Reportaje
- 1954: Cuidado Con El Amor
- Los Gavilanes
- Pueblo, Canto Y Esperanza
- La Vida No Vale Nada
- Escuela De Vagabundos
- El Mil Amores
- 1955: Escuela De Música
- La Tercera Palabra
- 1956: El Inocente
- Pablo Y Carolina
- 1957: Tizoc jako Tizoc
- Escuela De Rateros

## Nagrody i nominacje
Został uhonorowany nagrodą Srebrnego Niedźwiedzia, a także gwiazdą w Hollywoodzkiej Alei Gwiazd.